# Lahaina (geslacht)
Lahaina is een geslacht van kreeftachtigen uit de klasse van de Malacostraca (hogere kreeftachtigen).

## Soorten
- Lahaina agassizi (Rathbun, 1902)
- Lahaina incerta (Balss, 1938)
- Lahaina mauritiana Griffin & Tranter, 1986
- Lahaina ovata Dana, 1851
- Lahaina tenuirostris (Miers, 1884)